# لوسي جوليا
لوسي جوليا (بالفرنسية: Lucie Julia)‏ هي كاتِبة فرنسية، ولدت في 16 فبراير 1927 في مورن-آه-لو في فرنسا.